# Bernardus Boekelman
Pour les articles homonymes, voir Boekelman.
Bernardus Boekelman, né le 9 juin 1838 à Utrecht et mort le 2 août 1930 à New York, est un pianiste et compositeur néerlandais.

## Biographie
Il fait ses études musicales avec son père, puis au Conservatoire de Leipzig, auprès d'Ignaz Moscheles, Hans Richter et Moritz Hauptmann.
Il migre aux Mexique en 1864, puis à New York en 1866, où il enseigne dans diverses écoles privées.
Il publie quelques pièces pour piano, ainsi que le Century of Music. Son édition critique du Clavier bien tempéré et des Inventions à deux voix de Jean-Sébastien Bach présente des couleurs différentes pour identifier les différentes voix, cas unique en son genre.